# Phil Foden
Philip Walter Foden, detto Phil (Stockport, 28 maggio 2000), è un calciatore inglese, centrocampista o attaccante del Manchester City e della nazionale inglese, con cui è diventato vicecampione d'Europa nel 2021 e nel 2024.
Milita da sempre nei Citizens, con cui ha vinto sei campionati inglesi (2017-2018, 2018-2019, 2020-2021, 2021-2022, 2022-2023, 2023-2024) quattro Coppe di Lega inglese (2017-2018, 2018-2019, 2019-2020, 2020-2021), due Community Shield (2018, 2019), due Coppa d'Inghilterra (2018-2019, 2022-2023) e una UEFA Champions League (2022-2023).
Con la nazionale inglese, della quale è un membro effettivo dal 2020, ha partecipato a due edizioni della UEFA Nations League (2020-2021, 2022-2023), a due edizioni del campionato europeo (2020 e 2024), in entrambi casi perdendo la finale, e ad un’edizione del campionato mondiale (2022). Prima di entrare nel giro della nazionale maggiore, si è laureato campione del mondo (2017) con la formazione Under-17.
A livello individuale, è stato nominato per due volte giovane dell'anno della PFA (2020-2021, 2021-2022), una volta giocatore della stagione della Premier League (2023-2024) ed è stato inserito una volta nella squadra della stagione della UEFA Champions League (2020-2021).

## Caratteristiche tecniche
Trequartista mancino, dotato di una eccellente tecnica individuale, oltre a usare a proprio vantaggio le sue capacità di opportunismo riesce a seguire bene l'azioni di gioco offensiva in modo da intercettare bene i passaggi e trovare personalmente la conclusione, oltre a calciare bene dalla media distanza è in grado di segnare pure da fuori area. Grazie alla sua duttilità tattica può agire anche da ala o da falso nueve.
Indicato tra i calciatori più promettenti del panorama mondiale, ha dichiarato di ispirarsi all'ex compagno di squadra David Silva.

## Carriera

### Club

#### Manchester City

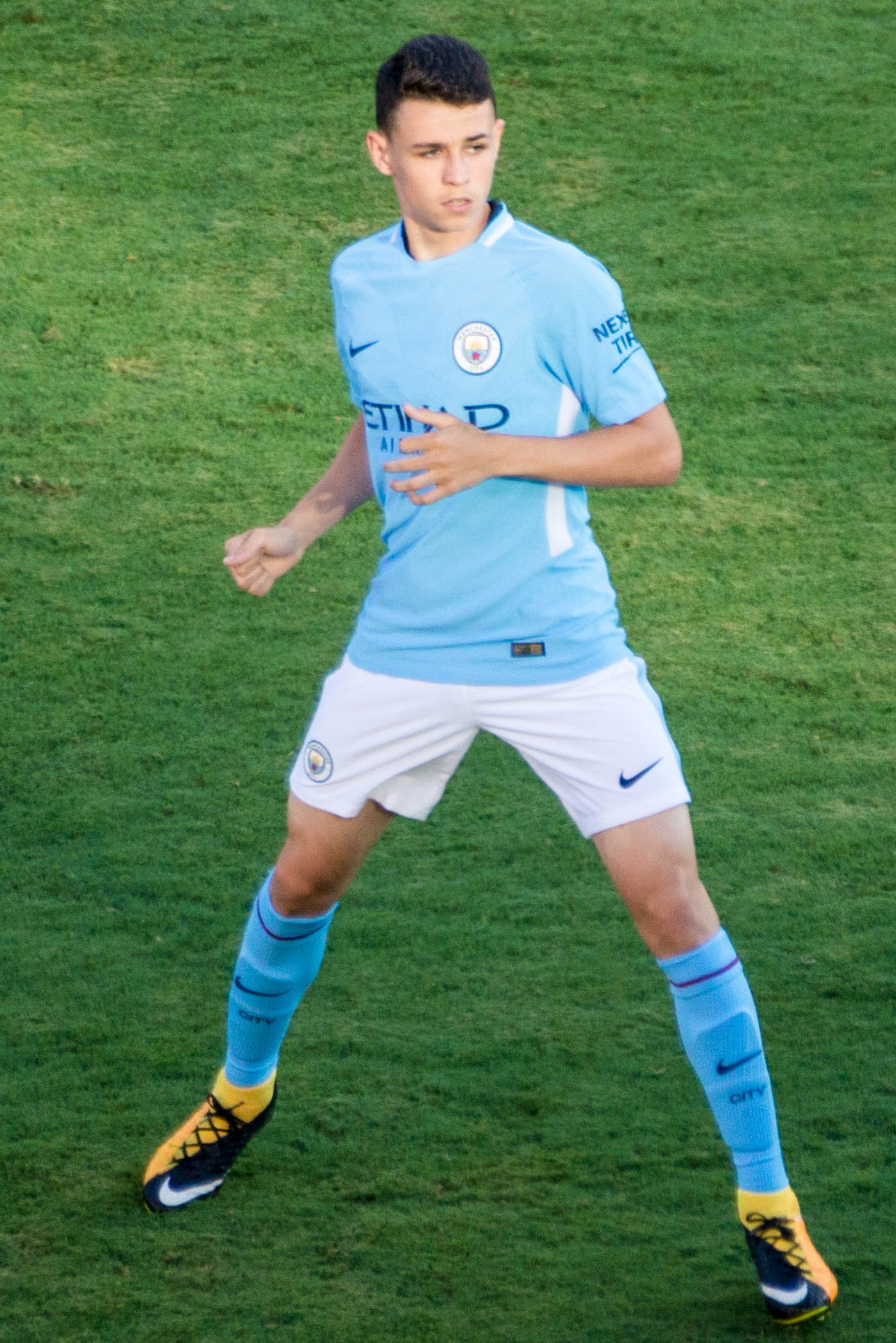
Foden con la maglia del nel 2017

Cresciuto nei settori giovanili di Reddish Vulcans e Manchester City, il 6 dicembre 2016 è stato convocato in prima squadra dall'allenatore Pep Guardiola per la partita valida ai gironi di UEFA Champions League contro il Celtic dove, tuttavia, non è stato impiegato.
Il 21 novembre 2017 ha debuttato come professionista entrando al 75' al posto di Yaya Touré nella partita interna di UEFA Champions League giocata contro il Feyenoord e vinta 1-0 dal club di Manchester. Il 16 dicembre seguente, invece, fa il suo esordio in Premier League, in occasione della partita interna vinta 4-1 contro il Tottenham, entrando al minuto 83 al posto di İlkay Gündoğan. Conclude la sua prima stagione con 10 presenze complessive vincendo, inoltre, sia il campionato che la Coppa di Lega inglese.
Inizia la stagione 2018-2019 giocando da titolare la partita di Community Shield vinta per 2-0 contro il Chelsea. Il 25 settembre 2018 segna la sua prima rete in carriera nella sfida di Coppa di Lega giocata contro l'Oxford City e vinta per 3-0; in tale occasione, fornisce. anche un assist al compagno di squadra Riyad Mahrez. Il 12 marzo 2019 sigla la sua prima rete in UEFA Champions League, in occasione della partita di ritorno degli ottavi di finale, vinta per 7-0 contro lo Schalke 04; tale rete lo rende il giocatore inglese più giovane di sempre ad aver segnato nella massima competizione UEFA per club. Il mese seguente marca, invece, la sua prima rete in campionato ai danni del Tottenham, valida anche per la vittoria dell'incontro (1-0). Termina l'annata con 7 reti in 26 partite totali, contribuendo di fatto alla storica vittoria di tutti e quattro i trofei domestici da parte del club (Premier League, Coppa di Lega, Coppa d'Inghilterra e Community Shield).
Il 4 agosto 2019 vince il suo secondo Community Shield, questa volta ai danni del Liverpool. Sei giorni dopo parte da titolare nella prima giornata di Premier League vinta 5-0 contro il West Ham Utd. Il 1 ottobre 2019 segna la prima rete della stagione contro la Dinamo Zagabria, in UEFA Champions League; in tale occasione è anche autore del secondo maggior numero di azioni pericolose create in una singola partita della competizione (6), alle spalle del solo Lionel Messi (7). Il 22 giugno 2020 realizza la sua prima doppietta per il City nella partita di campionato vinta per 5-0 in casa contro il Burnley. L'annata, fatta di alti e bassi a causa delle interruzioni dovute alla Pandemia di COVID-19, si conclude con la terza vittoria consecutiva della Coppa di Lega inglese.
Con la partenza di David Silva, Foden diventa titolare inamovibile a partire dalla stagione 2020-2021. Il 2 ottobre 2022, ha siglato la sua prima tripletta in carriera nella vittoria per 6-3 contro il Manchester Utd. Con il gol segnato contro il Newcastle il 4 marzo 2023, Foden diventa il calciatore più giovane a raggiungere 50 partecipazioni al gol in Premier League nella storia del Manchester City. Il 20 maggio vince la sua quinta Premier League. Foden subentra nella finale di FA Cup il 3 giugno, aiutando il Manchester City ad ottenere una vittoria sui rivali cittadini per 2-1, una settimana dopo subentra a Kevin de Bruyne nella finale di Champions League vinta per 1-0 contro l'Inter, completando così il triplete.
Il 16 agosto 2023, Foden parte da titolare nella Supercoppa Europea contro il Siviglia, che vedrà il Manchester City trionfare ai rigori, garantendo a Foden il primo trofeo stagionale. Il 22 dicembre Foden segna nella finale del Mondiale per club, vinta per 4-0 contro il Fluminense, vincendo così il suo primo Mondiale per club. Il 5 febbraio 2024, Foden segna la sua seconda tripletta in Premier League nella vittoria esterna per 3-1 contro il Brentford. Si ripete due mesi più tardi, il 3 aprile, segnando la sua terza tripletta in Premier League nella vittoria casalinga per 4-1 contro l'Aston Villa.
Nella partita d'andata dei quarti di finale di Champions League, finita 3-3, Foden segna uno dei tre gol per la sua squadra contro il Real Madrid al Santiago Bernabeu, segnando così un gol in ciascuna delle sue ultime cinque presenze da titolare nella competizione, il primo inglese a riuscirci da Steven Gerrard. Il 25 aprile, Foden sorpassa i 50 gol in Premier League grazie a una doppietta nella vittoria per 4-0 contro il Brighton.
A fine stagione viene nominato Calciatore dell'anno (FWA) e giocatore della stagione della Premier League. Il 19 maggio, nell'ultima giornata di campionato, Foden realizza due gol nella vittoria per 3-1 contro il West Ham, permettendo al Manchester City di vincere il quarto campionato consecutivo. Con questa vittoria Foden diventa il calciatore più giovane a vincere sei Premier League.

### Nazionale

#### Nazionali giovanili
Ha giocato nelle nazionali giovanili inglesi Under-16 e Under-17: con quest'ultima ha disputato nel maggio 2017 l'Europeo di categoria in Croazia segnando la rete del 3-1 battendo la Norvegia, sigla un gol anche nella finale pareggiando contro la Spagna per 2-2 perdendo poi nella finale persa ai rigori per 4-1. Nell'ottobre seguente ha disputato il Mondiale di categoria in India, dove ha segnato tre gol, il primo nella vittoria per 3-2 contro il Messico e poi una doppietta in finale contro la Spagna nella vittoria inglese (5-2) ed è stato premiato a fine torneo come miglior giocatore della manifestazione. Ha in seguito debuttato nella nazionale Under-18 e nell'Under-19.
Nell'ottobre 2018 fa il suo esordio con la nazionale Under-21 inglese nella partita vinta in casa per 7-0 contro i pari età di Andorra. Nel giugno 2019, viene convocato dall'Under-21 inglese per l'Europeo Under-21 da disputare in Italia. Il 18 giugno successivo, segna la sua prima rete con la maglia dei Tre leoni nella partita d'esordio del torneo contro la Francia. Il 9 settembre successivo, realizza una doppietta decisiva nella vittoria inglese per 2-0 in casa, contro i pari età del Kosovo valida per la qualificazione agli Europei Under-21 del 2021.

#### Nazionale maggiore
Nell'agosto 2020 viene convocato per la prima volta in nazionale maggiore. Il 5 settembre fa il suo esordio giocando da titolare per 68 minuti contro l'Islanda, nella partita vinta per 1-0 in trasferta della UEFA Nations League 2020-2021. Due giorni dopo viene escluso dalla Nazionale a causa di un festino notturno con il compagno di nazionale Mason Greenwood. Il 18 novembre successivo sigla la sua prima doppietta con la maglia dei Tre leoni nella vittoria interna per 4-0 contro l'Islanda. Gioca nella Coppa del Mondo in Qatar nel 2022, segna una rete sconfiggendo il Galles per 3-0 inoltre con due assist vincenti contribuisce alla vittoria contro il Senegal conclusasi sempre con il rusultato di 3-0.

## Statistiche

### Presenze e reti nei club
Statistiche aggiornate al 18 giugno 2025.
| Stagione        | Squadra         | Campionato      | Campionato | Campionato | Coppe nazionali | Coppe nazionali | Coppe nazionali | Coppe continentali | Coppe continentali | Coppe continentali | Altre coppe | Altre coppe | Altre coppe | Totale | Totale |
| Stagione        | Squadra         | Comp            | Pres       | Reti       | Comp            | Pres            | Reti            | Comp               | Pres               | Reti               | Comp        | Pres        | Reti        | Pres   | Reti   |
| --------------- | --------------- | --------------- | ---------- | ---------- | --------------- | --------------- | --------------- | ------------------ | ------------------ | ------------------ | ----------- | ----------- | ----------- | ------ | ------ |
| 2017-2018       | Manchester City | PL              | 5          | 0          | FACup+CdL       | 0+2             | 0               | UCL                | 3                  | 0                  | -           | -           | -           | 10     | 0      |
| 2018-2019       | Manchester City | PL              | 13         | 1          | FACup+CdL       | 3+5             | 3+2             | UCL                | 4                  | 1                  | CS          | 1           | 0           | 26     | 7      |
| 2019-2020       | Manchester City | PL              | 23         | 5          | FACup+CdL       | 4+5             | 1+0             | UCL                | 5                  | 2                  | CS          | 1           | 0           | 38     | 8      |
| 2020-2021       | Manchester City | PL              | 28         | 9          | FACup+CdL       | 5+4             | 2+2             | UCL                | 13                 | 3                  | -           | -           | -           | 50     | 16     |
| 2021-2022       | Manchester City | PL              | 28         | 9          | FACup+CdL       | 4+2             | 1+1             | UCL                | 11                 | 3                  | CS          | 0           | 0           | 45     | 14     |
| 2022-2023       | Manchester City | PL              | 32         | 11         | FACup+CdL       | 5+2             | 3+0             | UCL                | 8                  | 1                  | CS          | 1           | 0           | 48     | 15     |
| 2023-2024       | Manchester City | PL              | 35         | 19         | FACup+CdL       | 5+1             | 2+0             | UCL                | 8                  | 5                  | CS+SU+Cmc   | 1+1+2       | 0+0+1       | 53     | 27     |
| 2024-2025       | Manchester City | PL              | 28         | 7          | FACup+CdL       | 6+2             | 0               | UCL                | 9                  | 3                  | CS+Cmc      | 0+4         | 3           | 49     | 13     |
| Totale carriera | Totale carriera | Totale carriera | 192        | 61         |                 | 56              | 18              |                    | 60                 | 17                 |             | 11          | 4           | 319    | 100    |

### Cronologia presenze e reti in nazionale
| Cronologia completa delle presenze e delle reti in nazionale ― Inghilterra | Cronologia completa delle presenze e delle reti in nazionale ― Inghilterra | Cronologia completa delle presenze e delle reti in nazionale ― Inghilterra | Cronologia completa delle presenze e delle reti in nazionale ― Inghilterra | Cronologia completa delle presenze e delle reti in nazionale ― Inghilterra | Cronologia completa delle presenze e delle reti in nazionale ― Inghilterra | Cronologia completa delle presenze e delle reti in nazionale ― Inghilterra | Cronologia completa delle presenze e delle reti in nazionale ― Inghilterra |
| Data                                                                       | Città                                                                      | In casa                                                                    | Risultato                                                                  | Ospiti                                                                     | Competizione                                                               | Reti                                                                       | Note                                                                       |
| -------------------------------------------------------------------------- | -------------------------------------------------------------------------- | -------------------------------------------------------------------------- | -------------------------------------------------------------------------- | -------------------------------------------------------------------------- | -------------------------------------------------------------------------- | -------------------------------------------------------------------------- | -------------------------------------------------------------------------- |
| 5-9-2020                                                                   | Reykjavík                                                                  | Islanda                                                                    | 0 – 1                                                                      | Inghilterra                                                                | UEFA Nations League 2020-2021 - 1º turno                                   | -                                                                          | 68’                                                                        |
| 12-11-2020                                                                 | Londra                                                                     | Inghilterra                                                                | 3 – 0                                                                      | Irlanda                                                                    | Amichevole                                                                 | -                                                                          | 61’                                                                        |
| 18-11-2020                                                                 | Londra                                                                     | Inghilterra                                                                | 4 – 0                                                                      | Islanda                                                                    | UEFA Nations League 2020-2021 - 1º turno                                   | 2                                                                          |                                                                            |
| 25-3-2021                                                                  | Londra                                                                     | Inghilterra                                                                | 5 – 0                                                                      | San Marino                                                                 | Qual. Mondiali 2022                                                        | -                                                                          | 46’                                                                        |
| 28-3-2021                                                                  | Tirana                                                                     | Albania                                                                    | 0 – 2                                                                      | Inghilterra                                                                | Qual. Mondiali 2022                                                        | -                                                                          | 81’                                                                        |
| 31-3-2021                                                                  | Londra                                                                     | Inghilterra                                                                | 2 – 1                                                                      | Polonia                                                                    | Qual. Mondiali 2022                                                        | -                                                                          | 81’                                                                        |
| 13-6-2021                                                                  | Londra                                                                     | Inghilterra                                                                | 1 – 0                                                                      | Croazia                                                                    | Euro 2020 - 1º turno                                                       | -                                                                          | 64’ 71’                                                                    |
| 18-6-2021                                                                  | Londra                                                                     | Inghilterra                                                                | 0 – 0                                                                      | Scozia                                                                     | Euro 2020 - 1º turno                                                       | -                                                                          | 63’                                                                        |
| 7-7-2021                                                                   | Londra                                                                     | Inghilterra                                                                | 2 – 1 dts                                                                  | Danimarca                                                                  | Euro 2020 - Semifinale                                                     | -                                                                          | 95’                                                                        |
| 9-10-2021                                                                  | Andorra la Vella                                                           | Andorra                                                                    | 0 – 5                                                                      | Inghilterra                                                                | Qual. Mondiali 2022                                                        | -                                                                          |                                                                            |
| 12-10-2021                                                                 | Londra                                                                     | Inghilterra                                                                | 1 – 1                                                                      | Ungheria                                                                   | Qual. Mondiali 2022                                                        | -                                                                          |                                                                            |
| 12-11-2021                                                                 | Londra                                                                     | Inghilterra                                                                | 5 – 0                                                                      | Albania                                                                    | Qual. Mondiali 2022                                                        | -                                                                          | 63’                                                                        |
| 15-11-2021                                                                 | Serravalle                                                                 | San Marino                                                                 | 0 – 10                                                                     | Inghilterra                                                                | Qual. Mondiali 2022                                                        | -                                                                          | 46’                                                                        |
| 26-3-2022                                                                  | Londra                                                                     | Inghilterra                                                                | 2 – 1                                                                      | Svizzera                                                                   | Amichevole                                                                 | -                                                                          | 79’                                                                        |
| 29-3-2022                                                                  | Londra                                                                     | Inghilterra                                                                | 3 – 0                                                                      | Costa d'Avorio                                                             | Amichevole                                                                 | -                                                                          | 62’                                                                        |
| 14-6-2022                                                                  | Wolverhampton                                                              | Inghilterra                                                                | 0 – 4                                                                      | Ungheria                                                                   | UEFA Nations League 2022-2023 - 1º turno                                   | -                                                                          | 68’                                                                        |
| 23-9-2022                                                                  | Milano                                                                     | Italia                                                                     | 1 – 0                                                                      | Inghilterra                                                                | UEFA Nations League 2022-2023 - 1º turno                                   | -                                                                          |                                                                            |
| 26-9-2022                                                                  | Londra                                                                     | Inghilterra                                                                | 3 – 3                                                                      | Germania                                                                   | UEFA Nations League 2022-2023 - 1º turno                                   | -                                                                          | 66’                                                                        |
| 21-11-2022                                                                 | Al Rayyan                                                                  | Inghilterra                                                                | 6 – 2                                                                      | Iran                                                                       | Mondiali 2022 - 1º turno                                                   | -                                                                          | 70’                                                                        |
| 29-11-2022                                                                 | Al Rayyan                                                                  | Galles                                                                     | 0 – 3                                                                      | Inghilterra                                                                | Mondiali 2022 - 1º turno                                                   | 1                                                                          |                                                                            |
| 4-12-2022                                                                  | Al Khor                                                                    | Inghilterra                                                                | 3 – 0                                                                      | Senegal                                                                    | Mondiali 2022 - Ottavi di finale                                           | -                                                                          | 65’                                                                        |
| 10-12-2022                                                                 | Al Khor                                                                    | Inghilterra                                                                | 1 – 2                                                                      | Francia                                                                    | Mondiali 2022 - Quarti di finale                                           | -                                                                          | 85’                                                                        |
| 23-3-2023                                                                  | Napoli                                                                     | Italia                                                                     | 1 – 2                                                                      | Inghilterra                                                                | Qual. Euro 2024                                                            | -                                                                          | 69’ 81’                                                                    |
| 16-6-2023                                                                  | Ta' Qali                                                                   | Malta                                                                      | 0 – 4                                                                      | Inghilterra                                                                | Qual. Euro 2024                                                            | -                                                                          | 46’                                                                        |
| 19-6-2023                                                                  | Manchester                                                                 | Inghilterra                                                                | 7 – 0                                                                      | Macedonia del Nord                                                         | Qual. Euro 2024                                                            | -                                                                          | 58’                                                                        |
| 9-9-2023                                                                   | Breslavia                                                                  | Ucraina                                                                    | 1 – 1                                                                      | Inghilterra                                                                | Qual. Euro 2024                                                            | -                                                                          | 65’                                                                        |
| 12-9-2023                                                                  | Glasgow                                                                    | Scozia                                                                     | 1 – 3                                                                      | Inghilterra                                                                | Amichevole                                                                 | 1                                                                          | 71’                                                                        |
| 13-10-2023                                                                 | Londra                                                                     | Inghilterra                                                                | 1 – 0                                                                      | Australia                                                                  | Amichevole                                                                 | -                                                                          | 73’                                                                        |
| 17-10-2023                                                                 | Londra                                                                     | Inghilterra                                                                | 3 – 1                                                                      | Italia                                                                     | Qual. Euro 2024                                                            | -                                                                          |                                                                            |
| 17-11-2023                                                                 | Londra                                                                     | Inghilterra                                                                | 2 – 0                                                                      | Malta                                                                      | Qual. Euro 2024                                                            | -                                                                          |                                                                            |
| 20-11-2023                                                                 | Skopje                                                                     | Macedonia del Nord                                                         | 1 – 1                                                                      | Inghilterra                                                                | Qual. Euro 2024                                                            | -                                                                          |                                                                            |
| 23-3-2024                                                                  | Londra                                                                     | Inghilterra                                                                | 0 – 1                                                                      | Brasile                                                                    | Amichevole                                                                 | -                                                                          |                                                                            |
| 7-6-2024                                                                   | Londra                                                                     | Inghilterra                                                                | 0 – 1                                                                      | Islanda                                                                    | Amichevole                                                                 | -                                                                          |                                                                            |
| 16-6-2024                                                                  | Gelsenkirchen                                                              | Serbia                                                                     | 0 – 1                                                                      | Inghilterra                                                                | Euro 2024 - 1º turno                                                       | -                                                                          |                                                                            |
| 20-6-2024                                                                  | Francoforte sul Meno                                                       | Danimarca                                                                  | 1 – 1                                                                      | Inghilterra                                                                | Euro 2024 - 1º turno                                                       | -                                                                          | 69’                                                                        |
| 25-6-2024                                                                  | Colonia                                                                    | Inghilterra                                                                | 0 – 0                                                                      | Slovenia                                                                   | Euro 2024 - 1º turno                                                       | -                                                                          | 73’ 89’                                                                    |
| 30-6-2024                                                                  | Gelsenkirchen                                                              | Inghilterra                                                                | 2 – 1 dts                                                                  | Slovacchia                                                                 | Euro 2024 - Ottavi di finale                                               | -                                                                          | 90+4’                                                                      |
| 6-7-2024                                                                   | Düsseldorf                                                                 | Inghilterra                                                                | 1 – 1 dts (5 - 3 dtr)                                                      | Svizzera                                                                   | Euro 2024 - Quarti di finale                                               | -                                                                          | 115’                                                                       |
| 10-7-2024                                                                  | Dortmund                                                                   | Paesi Bassi                                                                | 1 – 2                                                                      | Inghilterra                                                                | Euro 2024 - Semifinale                                                     | -                                                                          | 81’                                                                        |
| 14-7-2024                                                                  | Berlino                                                                    | Spagna                                                                     | 2 – 1                                                                      | Inghilterra                                                                | Euro 2024 - Finale                                                         | -                                                                          | 89’                                                                        |
| 10-10-2024                                                                 | Londra                                                                     | Inghilterra                                                                | 1 – 2                                                                      | Grecia                                                                     | UEFA Nations League 2024-2025 - 1º turno                                   | -                                                                          | 72’                                                                        |
| 13-10-2024                                                                 | Helsinki                                                                   | Finlandia                                                                  | 1 – 3                                                                      | Inghilterra                                                                | UEFA Nations League 2024-2025 - 1º turno                                   | -                                                                          | 80’                                                                        |
| 21-3-2025                                                                  | Londra                                                                     | Inghilterra                                                                | 2 – 0                                                                      | Albania                                                                    | Qual. Mondiali 2026                                                        | -                                                                          | 74’                                                                        |
| 24-3-2025                                                                  | Londra                                                                     | Inghilterra                                                                | 3 – 0                                                                      | Lettonia                                                                   | Qual. Mondiali 2026                                                        | -                                                                          | 67’                                                                        |
| Totale                                                                     |                                                                            | Presenze                                                                   | 45                                                                         |                                                                            | Reti                                                                       | 4                                                                          |                                                                            |

| Cronologia completa delle presenze e delle reti in nazionale ― Inghilterra under 21 | Cronologia completa delle presenze e delle reti in nazionale ― Inghilterra under 21 | Cronologia completa delle presenze e delle reti in nazionale ― Inghilterra under 21 | Cronologia completa delle presenze e delle reti in nazionale ― Inghilterra under 21 | Cronologia completa delle presenze e delle reti in nazionale ― Inghilterra under 21 | Cronologia completa delle presenze e delle reti in nazionale ― Inghilterra under 21 | Cronologia completa delle presenze e delle reti in nazionale ― Inghilterra under 21 | Cronologia completa delle presenze e delle reti in nazionale ― Inghilterra under 21 |
| Data                                                                                | Città                                                                               | In casa                                                                             | Risultato                                                                           | Ospiti                                                                              | Competizione                                                                        | Reti                                                                                | Note                                                                                |
| ----------------------------------------------------------------------------------- | ----------------------------------------------------------------------------------- | ----------------------------------------------------------------------------------- | ----------------------------------------------------------------------------------- | ----------------------------------------------------------------------------------- | ----------------------------------------------------------------------------------- | ----------------------------------------------------------------------------------- | ----------------------------------------------------------------------------------- |
| 11-10-2018                                                                          | Derbyshire                                                                          | Inghilterra under 21                                                                | 7 – 0                                                                               | Andorra under 21                                                                    | Qual. Europeo Under-21 2019                                                         | -                                                                                   |                                                                                     |
| 16-10-2018                                                                          | Edimburgo                                                                           | Scozia under 21                                                                     | 0 – 2                                                                               | Inghilterra under 21                                                                | Qual. Europeo Under-21 2019                                                         | -                                                                                   | 71’                                                                                 |
| 15-11-2018                                                                          | Ferrara                                                                             | Italia under 21                                                                     | 1 – 2                                                                               | Inghilterra under 21                                                                | Amichevole                                                                          | -                                                                                   |                                                                                     |
| 20-11-2018                                                                          | Esbjerg                                                                             | Danimarca under 21                                                                  | 1 – 5                                                                               | Inghilterra under 21                                                                | Amichevole                                                                          | -                                                                                   | 61’                                                                                 |
| 21-3-2019                                                                           | Bristol                                                                             | Inghilterra under 21                                                                | 1 – 1                                                                               | Polonia under 21                                                                    | Amichevole                                                                          | -                                                                                   | 73’                                                                                 |
| 26-3-2019                                                                           | Bournemouth                                                                         | Inghilterra under 21                                                                | 1 – 2                                                                               | Germania under 21                                                                   | Amichevole                                                                          | -                                                                                   |                                                                                     |
| 18-6-2019                                                                           | Cesena                                                                              | Inghilterra under 21                                                                | 1 – 2                                                                               | Francia under 21                                                                    | Europeo Under-21 2019 - 1º turno                                                    | 1                                                                                   |                                                                                     |
| 21-6-2019                                                                           | Cesena                                                                              | Inghilterra under 21                                                                | 2 – 4                                                                               | Romania under 21                                                                    | Europeo Under-21 2019 - 1º turno                                                    | -                                                                                   | 57’                                                                                 |
| 24-6-2019                                                                           | Serravalle                                                                          | Croazia under 21                                                                    | 3 – 3                                                                               | Inghilterra under 21                                                                | Europeo Under-21 2019 - 1º turno                                                    | -                                                                                   |                                                                                     |
| 6-9-2019                                                                            | İzmit                                                                               | Turchia under 21                                                                    | 2 – 3                                                                               | Inghilterra under 21                                                                | Qual. Europeo Under-21 2021                                                         | -                                                                                   |                                                                                     |
| 9-9-2019                                                                            | Kingston upon Hull                                                                  | Inghilterra under 21                                                                | 2 – 0                                                                               | Kosovo under 21                                                                     | Qual. Europeo Under-21 2021                                                         | 2                                                                                   |                                                                                     |
| 11-10-2019                                                                          | Maribor                                                                             | Slovenia under 21                                                                   | 2 – 2                                                                               | Inghilterra under 21                                                                | Amichevole                                                                          | -                                                                                   | 62’                                                                                 |
| 15-10-2019                                                                          | Milton Keynes                                                                       | Inghilterra under 21                                                                | 5 – 0                                                                               | Austria under 21                                                                    | Qual. Europeo Under-21 2021                                                         | -                                                                                   |                                                                                     |
| 15-11-2019                                                                          | Scutari                                                                             | Albania under 21                                                                    | 0 – 3                                                                               | Inghilterra under 21                                                                | Qual. Europeo Under-21 2021                                                         | 1                                                                                   | 81’                                                                                 |
| 19-11-2019                                                                          | Doetinchem                                                                          | Paesi Bassi under 21                                                                | 2 – 1                                                                               | Inghilterra under 21                                                                | Amichevole                                                                          | -                                                                                   | 79’                                                                                 |
| Totale                                                                              |                                                                                     | Presenze                                                                            | 15                                                                                  |                                                                                     | Reti                                                                                | 4                                                                                   |                                                                                     |

## Palmarès

### Club

#### Competizioni nazionali
- Coppa di Lega inglese: 4

Manchester City: 2017-2018, 2018-2019, 2019-2020, 2020-2021
- Campionato inglese: 6

Manchester City: 2017-2018, 2018-2019, 2020-2021, 2021-2022, 2022-2023, 2023-2024
- Community Shield: 3

Manchester City: 2018, 2019, 2024
- Coppa d'Inghilterra: 2

Manchester City: 2018-2019, 2022-2023

#### Competizioni internazionali
- UEFA Champions League: 1

Manchester City: 2022-2023
- Supercoppa UEFA: 1

Manchester City: 2023
- Coppa del mondo per club: 1

Manchester City: 2023

### Nazionale
- Campionato mondiale Under-17: 1

India 2017

### Individuale
- Pallone d'oro del Campionato mondiale Under-17: 1

India 2017
- Giovane dell'anno della PFA: 2

2020-2021, 2021-2022
- Squadra della stagione della UEFA Champions League: 2

2020-2021, 2023-2024
- Calciatore dell'anno PFA: 1

2023-2024